# Coulmiers
Coulmiers és un municipi francès, situat al departament del Loiret i a la regió de Centre – Vall del Loira. L'any 2007 tenia 524 habitants.

## Demografia

### Població
El 2007 la població de fet de Coulmiers era de 524 persones. Hi havia 196 famílies, de les quals 32 eren unipersonals (12 homes vivint sols i 20 dones vivint soles), 80 parelles sense fills, 72 parelles amb fills i 12 famílies monoparentals amb fills.
La població ha evolucionat segons el següent gràfic:
Habitants censats

### Habitatges
El 2007 hi havia 215 habitatges, 198 eren l'habitatge principal de la família, 5 eren segones residències i 12 estaven desocupats. 209 eren cases i 6 eren apartaments. Dels 198 habitatges principals, 159 estaven ocupats pels seus propietaris, 38 estaven llogats i ocupats pels llogaters i 1 estava cedit a títol gratuït; 1 tenia una cambra, 2 en tenien dues, 16 en tenien tres, 37 en tenien quatre i 142 en tenien cinc o més. 156 habitatges disposaven pel capbaix d'una plaça de pàrquing. A 55 habitatges hi havia un automòbil i a 125 n'hi havia dos o més.

### Piràmide de població
La piràmide de població per edats i sexe el 2009 era:
| Homes | Edats   | Dones |
| ----- | ------- | ----- |
| 0     | 95 o +  | 0     |
| 0     | 90 a 94 | 0     |
| 0     | 85 a 89 | 0     |
| 0     | 80 a 84 | 4     |
| 4     | 75 a 79 | 4     |
| 16    | 70 a 74 | 8     |
| 4     | 65 a 69 | 20    |
| 12    | 60 a 64 | 16    |
| 16    | 55 a 59 | 8     |
| 12    | 50 a 54 | 16    |
| 16    | 45 a 49 | 20    |
| 20    | 40 a 44 | 24    |
| 36    | 35 a 39 | 16    |
| 16    | 30 a 34 | 48    |
| 16    | 25 a 29 | 8     |
| 16    | 20 a 24 | 12    |
| 12    | 15 a 19 | 16    |
| 16    | 10 a 14 | 20    |
| 28    | 5 a 9   | 20    |
| 28    | 0 a 4   | 12    |

## Economia
El 2007 la població en edat de treballar era de 360 persones, 277 eren actives i 83 eren inactives. De les 277 persones actives 263 estaven ocupades (145 homes i 118 dones) i 14 estaven aturades (8 homes i 6 dones). De les 83 persones inactives 32 estaven jubilades, 25 estaven estudiant i 26 estaven classificades com a «altres inactius».

### Ingressos
El 2009 a Coulmiers hi havia 205 unitats fiscals que integraven 540,5 persones, la mediana anual d'ingressos fiscals per persona era de 21.900 €.

### Activitats econòmiques
Dels 7 establiments que hi havia el 2007, 3 eren d'empreses de construcció, 1 d'una empresa d'hostatgeria i restauració, 1 d'una empresa immobiliària i 2 d'empreses classificades com a «altres activitats de serveis».
Dels 3 establiments de servei als particulars que hi havia el 2009, 1 era un paleta, 1 lampisteria i 1 electricista.
L'any 2000 a Coulmiers hi havia 12 explotacions agrícoles.

## Equipaments sanitaris i escolars
El 2009 hi havia una escola elemental integrada dins d'un grup escolar amb les comunes properes formant una escola dispersa.

## Poblacions més properes
El següent diagrama mostra les poblacions més properes.